# Жукове (Синельниківський район)
Жуко́ве —  село в Україні,Синельниківському районі Дніпропетровської області. Входмить до складу Межівської селищної громади. Населення становить 2 особи. До 2017 орган місцевого самоврядування - Межівська селищна рада.

## Географія
Село Жукове знаходиться за 1,5 км від села Вознесенське і за 2 км від села Роздори.

## Історія
- 1901 - дата заснування.
- 12 червня 2020 року, відповідно до розпорядження Кабінету Міністрів України № 709-р від «Про визначення адміністративних центрів та затвердження територій територіальних громад Дніпропетровської області», увійшло до складу Межівської селищної громади[1].
- 19 липня 2020 року, в результаті адміністративно-територіальної реформи і ліквідації Межівського району, село увійшло до складу новоутвореного Синельниківського району[2].